# Natalia Naoum
Natalia Naoum (en ukrainien : Наталія Михайлівна Наум), née à Stary Mizoun (uk) en Ukraine) le 14 janvier 1933, morte la 22 mars 2004 à Kiev, est une actrice.

## Biographie
Elle était la treizième enfant d'une famille de paysans.

## Cinéma
Elle a commencé comme actrice dans : 
- 1954 - "Terre" (Земля) jouant Parassya
- 1955 - "Poème pédagogique" (Педагогічна поема) jouant Natalka Petrenko
- 1956 - "Avenue principale" (Головний проспект) jouant Zina
- 1957 - "Étincelle partisane" (Партизанська іскра) jouant Polya Popyk
- 1959 - "C'était au printemps" (Це було весною)
- 1960 - "Forteresse sur roues" (Фортеця на колесах) Nadia
- 1960 - "Roman et Francesca" (Роман і Франческа» ) Madonna
- 1960 - "Sauvons nos âmes" («Врятуйте наші душі» ) Catherine
- 1961 : Derrière deux lièvres, Halia

puis : 
...
- 1971 : L'Oiseau blanc marqué de noir, Caterina Zvona
- 1976 : Un, deux... les soldats marchaient..., Valentina Ivanovna

...
- 1995 - "L'Île de l'Amour" (Острів любові) jouant mMère Houtsoul
- 1996 - "Executed Dawns" (Страчені світанки) jouant Fedora
- 1999 - "Comment un forgeron cherchait le bonheur" (Як коваль щастя шукав)
- 1999 - "Le poète et la princesse" (Поет і князівна) jouant la princesse Repnine